# Plouëc-du-Trieux
Plouëc-du-Trieux (bret. Ploueg-Pontrev) – miejscowość i gmina we Francji, w regionie Bretania, w departamencie Côtes-d’Armor.
Według danych na rok 1990 gminę zamieszkiwało 1087 osób, a gęstość zaludnienia wynosiła 59 osób/km² (wśród 1269 gmin Bretanii Plouëc-du-Trieux plasuje się na 544. miejscu pod względem liczby ludności, natomiast pod względem powierzchni na miejscu 542.).